# Chroniques indiennes
Pour plus de détails, voir Fiche technique et Distribution.
Chroniques indiennes (মন্দ মেয়ের উপাখ্যান, Mondo Meyer Upakhyan) est un film dramatique indien, réalisé par Buddhadeb Dasgupta, sorti en 2002.

## Synopsis
En Inde, à Gospeira, un village de prostituées, Rajani (Rituparna Sengupta) a promis à Natabar (Ram Gopal Bajaj), un de ses anciens et riches clients, de lui donner sa fille, Lati (Samata Das). C'est une chance inespérée ; l'espoir d'une vie meilleure. Mais la jeune fille est prête à tout pour échapper à ce destin. Pendant ce temps, un chauffeur de taxi recueille malgré lui un couple de personnes âgées abandonnées par leur famille, une femme trahie par son mari décide de s'enfuir et un chat égaré cherche son chemin.

## Fiche technique
Sauf indication contraire, les informations mentionnées dans cette section peuvent être confirmées par la base de données cinématographiques IMDb,  présente dans la section « Liens externes ».
- Titre : Chroniques indiennes
- Titre original : মন্দ মেয়ের উপাখ্যান (Mondo meyer upakhyan)
- Titre international : A Tale of a Naughty Girl
- Réalisation : Buddhadeb Dasgupta
- Scénario : Buddhadeb Dasgupta, Prafulla Roy
- Décors : Jayanta Kundu, Kaushik Sarkar
- Son : Anup Mukhyopadhyay
- Photographie : Venu
- Montage : Raviranjan Maitra
- Musique : Biswadep Dasgupta
- Production : Arya Bhattacharya, Arindam Mukherjee
- Société de production : Arjoe Entertainment Pvt. Ltd.
- Sociétés de distribution : CTV International, Shemaroo Video Pvt. Ltd.
- Pays d'origine :  Inde
- Langue : Bengali
- Format : Couleurs (Eastmancolor) - 2,35:1 - Dolby Digital - 35 mm
- Genre : Drame
- Durée : 90 minutes (1 h 30)
- Dates de sorties en salles : 
  -  France 17 novembre 2004

## Distribution
- Samata Das : Lati
- Rituparna Sengupta : Rajani
- Arpan Basar : Shibu
- Tapas Pal : Ganesh
- Ram Gopal Bajaj : Natabar Paladhi
- Pradip Mukherjee : Nagen
- June Malia : Bakul
- Sudipta Chakraborty : Basanti

## Distinctions
| Date                  | Distinction                               | Catégorie                        | Nom                | Résultat   |
| --------------------- | ----------------------------------------- | -------------------------------- | ------------------ | ---------- |
| 10 au 21 janvier 2003 | Festival international du film de Bangkok | Prix du meilleur film de l'ASEAN | Buddhadev Dasgupta | Lauréat    |
| 10 au 21 janvier 2003 | Festival international du film de Bangkok | Prix NETPAC                      | Buddhadev Dasgupta | Lauréat    |
| 10 au 21 janvier 2003 | Festival international du film de Bangkok | Kinnaree d'or                    | Buddhadev Dasgupta | Nomination |
| 29 décembre 2003      | National Film Awards                      | Lotus d'or                       | Buddhadev Dasgupta | Lauréat    |